# François Choe Kyong-hwan
François Choe Kyong-hwan ou François Ch'oe Kyŏng-hwan (en coréen 최경환 프란치스코) est un laïc chrétien coréen, catéchiste, martyr et saint catholique, né en 1804 ou 1805 à Taraekkol dans le district de Hongjugun, province du Chungcheong en Corée, mort pour sa foi le 12 septembre 1839 en prison, à Séoul.
Reconnu martyr et béatifié en 1925 par le pape Pie XI, il est solennellement canonisé à Séoul par Jean-Paul II le 6 mai 1984 avec 102 autres martyrs de Corée. 
Saint François Choe Kyong-hwan est fêté le 12 septembre, et le 20 septembre avec tous les martyrs de Corée.

## Biographie
François Choe Kyong-hwan naît à Taraekkol dans le district de Hongjugun, dans la province du Chungcheong en Corée, en 1804 ou en 1805.
Il appartient au clan Kyongju Choe. Son grand-père Choe Han-il est le premier membre de la famille à être baptisé, en 1787. Mais la région est restée longtemps sans prêtre, et les catholiques ne l'y sont plus que de nom, participant à des cultes non chrétiens. 
François Choe ne tolère pas cette situation peu catholique, et choisit de quitter son domicile pour s'installer dans un village du mont Suri, près de Gwacheon (Kwach'on), dans la province de Gyeonggi. Là, il peut vivre véritablement selon sa foi. Il déboise une partie de la colline, plante du tabac et aide les arrivants catholiques à s'y construire des maisons. Ils observent les commandements, étudient la doctrine, méditent et prient.
Les familles y arrivent de plus en plus nombreuses. François Choe les réunit chez lui pour les instruire. Sa faible instruction est compensée par la méditation fréquente, l'étude des livres spirituels, l'amour de Dieu et la connaissance intuitive de la profonde vérité de l'Église.
Il est nommé officiellement catéchiste en 1839, l'année des persécutions. Beaucoup de catholiques sont arrêtés et soumis à la faim et à la souffrance ; il collecte de l'argent et voyage pour visiter les prisonniers et aider également les catholiques emprisonnés comme les incroyants pauvres. Il aide aussi à enterrer les corps des martyrs.
Le père Maubant, prêtre missionnaire de la Société des missions étrangères de Paris, cherche à envoyer des jeunes Coréens à l'étranger pour étudier en vue de l'exercice de la prêtrise. Or Thomas Choe Yang-up, le fils aîné de François Choe Kyong-hwan, lui est signalé comme étant exceptionnellement intelligent. Le père Maubant demande donc à ses parents, qui acceptent malgré les réticences culturelles des Coréens à laisser leurs fils vivre ailleurs.
La nuit du 31 juillet 1839, la police investit sa maison et repart le lendemain avec François Choe, sa famille et plusieurs dizaines d'autres catholiques du village, membres de sa communauté. Ils sont tous emmenés à Séoul. Là, François Choe est interrogé ; furieux de ses réponses témoignant pour la foi, le juge ordonne qu'il soit durement torturé, jusqu'à ce qu'il renie sa foi. Mais il résiste, malgré ses blessures sur tout le corps et ses os partiellement mis à nu. En revanche la plupart des autres catholiques de sa communauté renient leur foi sous la torture ou les menaces, seuls trois résistent : lui-même, son épouse Marie Yi Seong-rye, et Emerentia Yi, une de ses proches,.
Les juges ayant appris qu'un de ses fils est parti étudier la théologie à Macao pour étudier la théologie, ils le font battre encore plus, jusqu'à la dislocation des os de ses membres. Les témoins attestent qu'au cours de ses deux mois de prison, il a été battu quasiment tous les jours, jusqu'à ce que son corps ne devienne plus qu'une seule grande plaie. Malgré sa douleur, chaque fois qu'on lui demandé d'expliquer le christianisme, il en est heureux et prêche volontiers et joyeusement à ses camarades de cellule,,.
Torturé encore le 11 septembre, François Choe Kyong-hwan se rend compte qu'il va en mourir ; il meurt effectivement quelques heures plus tard le 12 septembre 1839 dans sa prison de Séoul.
Son épouse accepte ensuite d'apostasier pour ses enfants, puis elle se ravise et meurt décapitée le 29 décembre 1839. Leur fils Thomas Choe Yang-up est ordonné prêtre en 1849, et sert en Corée dans les contrées isolées où ne peuvent pas accéder les prêtres étrangers. Il écrit des ouvrages sur la culture coréenne, sa géographie, sa littérature, son Église,.

## Canonisation
François Choe Kyong-hwan est reconnu martyr par décret du Saint-Siège le 9 mai 1925 et ainsi proclamé vénérable. Il est béatifié (proclamé bienheureux) le 5 juillet suivant par le pape Pie XI.
Il est canonisé (proclamé saint) par le pape Jean-Paul II le 6 mai 1984 à Séoul en même temps que 102 autres martyrs de Corée,. 
Saint François Choe Kyong-hwan est fêté le 12 septembre, jour anniversaire de sa mort, et le 20 septembre, qui est la date commune de célébration des martyrs de Corée.